# 발루아의 엘리자베트
스페인 여왕 발루아의 엘리자베트(Élisabeth de de Valois) 또는 프랑스의 엘리자베트(Élisabeth de France, 1545년 4월 2일 ~  1568년 10월 3일)는 프랑스 왕 앙리 2세와 카트린 드 메디시스의 딸이다. 스페인 왕 펠리페 2세의 3번째 아내로서 스페인, 시칠리아, 나폴리 왕비, 부르고뉴, 밀라노, 브라반트, 룩셈부르크, 림부르크 공작부인, 플랑드르, 에노 백작부인 및 부르고뉴 궁정백작 부인이 되었다.
그녀는 주세페 베르디의 그랑 오페라, <돈 카를로>에서 작중 주요 인물로 등장한다. 이 오페라는 프리드리히 폰 쉴러가 쓴 동명의 희곡, <돈 카를로스>에서 영향을 받았다.

## 생애

### 유년기
1545년 프랑스 퐁텐블로 성에서 출생하였다. 아버지는 프랑스 국왕 앙리 2세, 어머니는 왕비 카트린 드 메디시스이다. 태어나자마자 어머니와 떨어져 왕족들의 양육을 독점하였던 왕의 정부 디안 드 푸아티에의 휘하에서 성장하였다. 어린 시절에는 디안의 품에서 자랐고 성장한 뒤에는 스페인으로 떠난 탓에 실질적으로 카트린 드 메디시스와 함께한 시간은 많지 않았으나 천성적으로 수줍음 많고 순종적이며 다정한 성격을 지녀 동생 앙주 공작 앙리(Henri, duc d'Anjou : 후일의 앙리 3세)와 더불어 카트린 드 메디시스의 편애를 받는 자녀가 되었다. 또한 두 살 연하의 동생 클로드(Claude de France : 후일의 로렌 공작 부인)와 더불어 함께 궁정에서 자란 스코틀랜드 여왕 메리 스튜어트와도 친밀한 관계를 유지하였다.
1550년, 아버지 앙리 2세는 영국의 에드워드 6세와 엘리자베트의 결혼을 논의했다. 교황 율리오 3세는 두 사람이 결혼하면 파문하겠다고 했으나, 앙리 2세는 이를 무시했다. 20만 에쿠스가 지참금으로 합의되는 등 약혼에 대한 협의가 어느 정도 이루어졌으나, 1553년 에드워드 6세가 사망하면서 약혼은 무산되었다.

### 결혼과 사망
1559년 프랑스와 스페인 사이에 평화조약인 카토-캉브레지 조약(Traités du Cateau-Cambrésis)이 체결되면서 조약의 일환으로 14세의 나이에 스페인 왕인 펠리페 2세와 결혼하였다. 당시 펠리페 2세는 그의 두 번째 아내인 메리 1세 여왕이 죽은 지 얼마 되지 않은 시점이었다. 펠리페 2세가 처제이자 새로이 잉글랜드의 여왕이 된 엘리자베스 1세에게 청혼했으나 엘리자베스 1세가 이를 거절하자 결국 엘리자베트와 결혼하였다. 
노트르담에서의 대리 결혼식과 이를 축하하는 축제 중에 열린 마상 창시합에서 아버지인 앙리 2세가 사고로 급사하는 불행한 사건이 터졌다. 장례식을 치른후 엘리자베트가 스페인으로 건너갔고 실제 결혼식은 스페인의 과달라하라에서 다시 진행되었다. 결혼 당시 엘리자베트보다 18세 연상이었던 펠리페 2세는 어린 아내에게 다정한 태도를 유지했다. 펠리페 2세는 당시 그의 유일한 후계자인 돈 카를로스 왕자의 기행이 점점 심해지면서 엘리자베트로부터 또 다른 후계자들을 얻는 것을 간절히 바랐다. 결혼 초기 엘리자베트는 유산을 거듭하였으나 결국 1566년 딸 엘리자베트 클라라 에우헤니아를 낳은 것을 시작으로 두 딸을 낳았다. 그러나 1568년 왕자를 사산한 뒤 후유증으로 사망하였다.

## 자녀
- 인판타 이사벨 클라라 에우헤니아(Infanta Isabel Clara Eugenia) : 오스트리아 대공비, 스페인령 네덜란드 총독
- 인판타 카탈리나 미카엘라(Infanta Catalina Micaela) : 사보이 공작 부인

## 돈 카를로스
돈 카를로스는 스페인 국왕 펠리페 2세와 그의 첫번째 왕비 마리아 사이에서 태어난 유일한 자녀였다. 왕세자 돈 카를로스는 ‘스페인의 사도세자’라고 할 수 있는 비운의 주인공이다. 그는 몸이 성하지 못했고 대식가이며 정신착란증이 있었다. 이런 것들은 부모의 근친 결혼에 의한 유전 때문이라고 추측되고 있다. 평소 돈 카를로스의 부적절한 처신과 행실은 여러차례 문제를 야기했으며 부자간의 관계는 매우 않좋았다.
돈 카를로스는 1559년 당시에 엘리자베트와 약혼한 상태였으나 정치적인 이유로 파혼이 이루어졌고, 엘리자베트는 펠리페 2세와 결혼하였다. 파혼은 제8차 이탈리아 전쟁을 종결하기 위해 1559년 4월에 체결한 카토-캉브레지 조약의 결과물이었기에 불가피했다. 아버지가 아들의 약혼녀를 아내로 삼은 이 결혼에 대해 논란이 있었으며, 이 일로 인해 돈 카를로스는 아버지 펠리페 2세와 더욱 갈등하게 되었고 부자 사이는 크게 악화되었다.  계모가 된 엘리자베트가 돈 카를로스를 다정하게 대하자 둘의 관계를 모자 관계 이상으로 의심하는 시각이 생겨났다. 후세의 역사가들은 이에 대해 대체적으로 회의적인 편이지만, 베르디의 유명 오페라 돈 카를로(Don Carlo)와 같은 작품에서는 두 사람이 연인 관계로 묘사되기도 했다.
돈 카를로스는 아버지와 갈등 끝에 네덜란드의 총독으로 가고 싶어 했으나, 1568년 부왕 펠리프 2세를 암살하려다 발각되는 일이 있었고, 이후 정신질환과 포악함이라는 명목으로 체포되어 독방에 갇힌 후 6개월 후 사망했다. 펠리페 2세의 명령에 따라 살해되었다고 하는 설도 있으나 증거는 없다. 엘리자베트는 돈 카를로스가 죽은 지 70일 후에 펠리페 2세의 아이를 낳다가 사망했다. 사망후에 이 두사람은 엘 에스코리알 궁전에 나란히 묻히는데 무덤의 배치는 펠리페 2세가 했다고 한다. 펠리페 2세 역시 사후 엘 에스코리알 궁전에 매장되었는데 돈 카를로스와 엘리자베타가 묻힌 곳에서 멀지 않은 곳에 그의 무덤이 있다. 돈 카를로스의 비극적인 생애는 실러의 희곡 《돈 카를로스》에서 다루어지기도 했다.